# 張桓 (成化進士)
張桓（1444年—？），字德威，江西饒州府浮梁縣人，軍籍，明朝政治人物。

## 生平
江西鄉試第六十名舉人。成化十七年（1481年）中式辛丑科會試第五十一名，三甲第九十六名進士。曾官廣東瓊州府知府。

## 家族
曾祖張積善；祖父張仕祥；父張瀛，母汪氏。慈侍下。